# İlhan Eker
Ilhan Eker (Balıkesir, 1º gennaio 1983) è un ex calciatore turco, di ruolo difensore.

## Carriera
Ha giocato 92 partite nella massima serie turca.